# أنتوني كوكس
أنتوني كوكس (بالإنجليزية: Anthony Cox)‏ هو موسيقي أمريكي، ولد في 24 أكتوبر 1954 في أدمور في الولايات المتحدة.

## وصلات خارجية
- أنتوني كوكس على موقع ميوزك برينز (الإنجليزية)
- أنتوني كوكس على موقع أول ميوزيك (الإنجليزية)
- أنتوني كوكس على موقع ديسكوغز (الإنجليزية)